# 林武 (1962年)
林武（1962年2月—），男，汉族，福建福州人，中华人民共和国政治人物。江西冶金学院（现江西理工大学）炼钢专业毕业，大学文化，工学学士。曾任中共湖南、吉林省委常委，中共山西省委常委、副书记、书记，山西省人民政府省长和山西省人大常委会主任等职务。现任中共山东省委书记、山东省人大常委会主任，是中国共产党第二十届中央委员会委员。

## 生平

### 早年及湖南省
1978年10月，进入江西冶金学院（现江西理工大学）炼钢专业学习。
1982年8月，进入湘潭钢铁厂第一炼钢厂工作，历任平炉车间干部、副主任、主任、第二炼钢厂转炉筹备组副组长等职。1987年1月加入中国共产党。1994年4月，任湘潭钢铁厂第二炼钢厂副厂长，后任厂长。1997年6月，任湘潭钢铁公司副经理。1998年4月，任经理。1998年5月，湘潭钢铁公司更名为湘潭钢铁集团有限公司，同时成为华菱集团全资子公司，林武亦于同年9月任湘钢集团执行董事（法人代表）、总经理。
2003年2月，任湖南省经济贸易委员会主任、党组书记。
2005年6月，任中共娄底市委副书记，娄底市人民政府副市长、代理市长。
2006年1月，正式当选为娄底市人民政府市长。
2008年3月，任中共娄底市委书记。
2011年11月，任中共湖南省委组织部常务副部长。
2015年8月，任中共湖南省委常委、长株潭“两型社会”试验区工委书记、管委会主任。

### 吉林省
2016年1月，任中共吉林省委常委、组织部部长。
2017年4月，转任吉林省人民政府常务副省长。
2018年2月，当选为第十三届全国人大代表。

### 山西省
2018年5月，任中共山西省委常委、常务副省长。
2019年1月，任中共山西省委副书记。
2019年12月，任山西省人民政府党组书记、代理省长。
2020年1月，当选为山西省人民政府省长。
2021年6月，任中共山西省委书记、省人大常委会主任。他是十九届中央任期内，首位三非（非中央委员、中央候补委员、中央纪委委员）身份的省委书记。
2022年10月，在中共二十大上当选中共中央委员。

### 山东省
2022年12月，任中共山东省委书记。
2023年1月，当选为山东省人大常委会主任。